# Szent Mihály és Gábriel arkangyalok fatemplom (Hosszúújfalu)
A hosszújfalusi Szent Mihály és Gábriel arkangyalok fatemplom műemlékké nyilvánított épület Romániában, Szilágy megyében. A romániai műemlékek jegyzékében az  SJ-II-m-B-05065 sorszámon szerepel.